# Smooth Criminal
Smooth Criminal – siódmy singel wydany z albumu Michaela Jacksona zatytułowanego Bad. Singel został wydany w listopadzie 1988. Na wersji winylowej albumu jest to utwór ostatni, na wersji CD poprzedza "Leave Me Alone". Dotarł do siódmego miejsca na liście Billboard Hot 100.

## Informacje o utworze
"Smooth Criminal" jest w całości skomponowany przez Michaela Jacksona. Utwór rozpoczyna bicie serca artysty, zarejestrowane przez doktora Erica Chevlana. Następnie kompozycja wchodzi w swoje właściwe tempo, opowiadając historię dziewczyny o imieniu Annie, zgwałconej przez nieznanego mężczyznę. W środku utworu słychać również głos oficera policji.

## Teledysk
Do utworu powstały cztery różne rodzaje teledysków. Są to:
- Wersja oryginalna, zamieszczona w 93 minutowym filmie Moonwalker. Utwór jest głównym punktem całego filmu, sekwencja trwa około 10 minut i zawiera dodatkowe wersy, których nie wykorzystano na samym albumie: "Everytime I try to find him/ he's leaving no clues left behind him/ And they have no way of knowing/ of the suspect, or what to expect". Wersja ta jest również bardziej dynamiczna, sama muzyka różni się nieco od reszty.
- Wersja z History on the Film, Volume II, wycięta bezpośrednio z filmu Moonwalker, zawiera niewielkie różnice w stosunku do tej zamieszczonej w samym filmie.
- Wersja z napisów końcowych filmu Moonwalker, najczęściej pokazywana we wszystkich stacjach muzycznych jako właściwy teledysk do utworu.
- Wersja albumowa, dopasowana do utworu zamieszczonego na płycie, bez dodatkowych wersów.

### Anti-gravity lean – Skłon antygrawitacyjny
Wersja z Moonwalkera zawiera słynny "anti-gravity lean" (skłon antygrawitacyjny), w którym Jackson wraz z grupą tancerzy wykonuje głęboki pochył nie odrywając stóp od ziemi. Na teledysku prawdopodobnie użyto do tego specjalnych linek, chociaż na teledysku widać specjalne zaczepy wystające z podłogi, służące do przymocowania butów i umożliwiające wykonanie skłonu. Podobne rozwiązanie zastosowano na scenie w trakcie koncertów, aby wykonywać w pełni układ taneczny, Jackson wynalazł (i opatentował w 1992 roku) specjalne buty, które pozwalały na wykonanie skłonu. 

## Wersje koncertowe
Utwór był wykonywany na żywo począwszy od drugiego etapu Bad World Tour poprzez następne trasy. Zawierał zawsze stały układ taneczny. Rozpoczynała go krótka historia, wcześniej wyświetlana przed "This Place Hotel", a kończyła seria strzałów karabinowych.

## Lista utworów
Wydanie oryginalne
Singel 7", Wielka Brytania
| 1. | "Smooth Criminal"                | 4:16  |
|    |                                  |       |
| 2. | "Smooth Criminal" (Instrumental) | 4:16  |
|    |                                  |       |
|    |                                  | 08:32 |
|    |                                  |       |
Singel 12", Wielka Brytania
| 1. | "Smooth Criminal" (Extended Dance Mix)      | 7:46  |
|    |                                             |       |
| 2. | "Smooth Criminal" (Dance Mix – Dub Version) | 4:45  |
|    |                                             |       |
| 3. | "Smooth Criminal" (A Cappella)              | 4:11  |
|    |                                             |       |
|    |                                             | 16:42 |
|    |                                             |       |
Visionary
CD
| 1. | "Smooth Criminal" (7" Version)         | 4:10  |
|    |                                        |       |
| 2. | "Smooth Criminal" (Extended Dance Mix) | 7:46  |
|    |                                        |       |
|    |                                        | 11:56 |
|    |                                        |       |
DVD
1. "Smooth Criminal" (Music video) – 9:35

## Informacje szczegółowe
- Słowa i muzyka: Michael Jackson
- Wokale: Michael Jackson
- Perkusja: Bill Bottrell, John Robinson i Bruce Swedien
- Gitara: David Williams
- Saksofony: Kim Hutchcroft i Larry Williams
- Trąbki: Gary Grant i Jerry Hey
- Preparowane pianino (lub fortepian?) Steinway: Kevin Maloney
- Synclavier: Christopher Currell
- Syntezatory: John Barnes and Michael Boddicker
- Głos szefa policji: Bruce Swedien
- Rejestracja bicia serca Michaela Jacksona: Dr Eric Chevlan
- Aranżacja rytmiczna: Michael Jackson i John Barnes
- Aranżacja sekcji dętej: Jerry Hey
- Aranżacja wokalna: Michael Jackson

## Nawiązania
- Zespół rockowy Alien Ant Farm stworzył własną wersję utworu "Smooth Criminal". W teledysku do tej piosenki Michael Jackson i jego taniec jest wielokrotnie parodiowany.
- Warszawski zespół trashmetalowy Testor nagrał własną wersję utworu, wzbogaconą o perkusyjne intro i solówkę zagraną przez Roberta Pruskiego.